# Josef Holub (kapitán)
Major v. z. Josef Holub (31. prosince 1885 Přemyšl – říjen 1964 Praha) byl český voják a námořní kapitán Rakousko-uherského námořnictva, který se roku 1917 stal velitelem vojenské ponorky. Na ponorkách U-22 a U-27 vykonal celkem pět operačních plaveb, včetně své poslední, která je se svou délkou 97 dnů považována za nejdéle trvající operační plavbu ponorky v historii první světové války. Po vzniku Československa vstoupil do Československé armády a jako kapitán velel parníku Legie, první lodi pod československou vlajkou, která převážela na 1000 legionářů z Vladivostoku do Evropy. Roku 1920 z armády odešel do výslužby a stal se úředníkem, a posléze i ředitelem Legiobanky.

## Život

### Mládí
Narodil se v pevnostním městě Přemyšl v Haliči v rodině vojáka Císařské armády a správce zásobování pevnosti původem pocházejícího Týnce nad Labem nedaleko Kolína. V jeho dětství se rodina vrátila do Čech. Po vychození obecné školy studoval na pražském a brněnském německém gymnáziu a po pěti letech studia byl přijat na námořní akademii ve Fiume na Istrijském pobřeží. Tu dokončil 18. června 1904 a v hodnosti námořního kadeta (seekadett) byl přijat do řad do rakousko-uherského válečného loďstva.
V letech 1904 až 1906 sloužil na bitevních lodích Habsburg a Custozza, po úspěšném absolvování důstojnických zkoušek odplul k pobřeží Číny, kde rakousko-uherské loďstvo hlídkovalo po skončení boxerského povstání. Následně se navrátil do Dalmácie, kde letech 1908 až 1912 sloužil v hodnosti fregatního poručíka jako pobočník velitele pevnosti v Pule. Následně přijal funkci velitele strážních člunů na Dunaji.

### Velitelem ponorky
Dne 28. července 1914, když Rakousko-Uhersko vyhlásilo válku Srbsku. Holub absolvoval kurs pro velitele torpédových člunů, rok studia na vysoké škole ve Vídni (obor matematika a astronomie) a nakonec kurs pro ponorkové velitele. Navíc skvěle ovládal němčinu, italštinu, srbochorvatštinu a angličtinu. 29. června 1916 byl Holub jmenován velitelem ponorky U-21 (třída Havmanden), která však stále v loděnicí ve Fiume nebyla dokončena. Bylo mu tedy v zimě 1917 svěřeno velení nově postavené sesterské ponorky U-22, se kterou vykonal jedinou misi do Benátské zátoky, avšak bez nutnosti akce. 29. prosince 1917 pak převzal velení na podstatně větší a výkonnější ponorce U-27, která již za sebou měla několik plaveb pod velením kapitána Roberta Teufla von Fernlanda. Ve stejné době zde sloužili další z českých ponorkových kapitánů, například velitel U-2 a U-28 a Holubův přítel Zdenko Hudeček.

### U-27

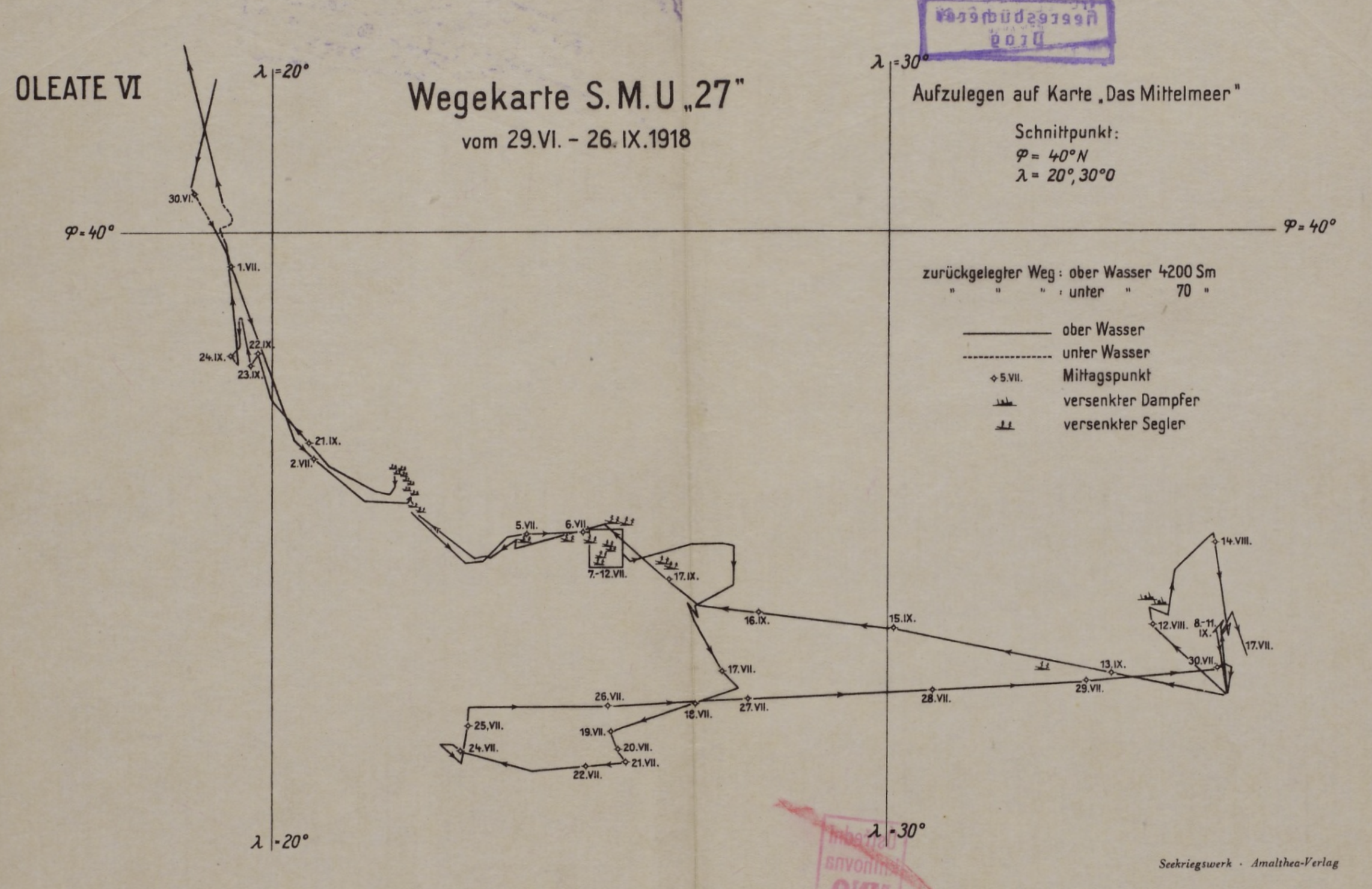
Plavba SM U-27 Středozemním mořem od 29. června do 26. září 1918

Od ledna do konce léta 1918 vykonal Josef Holub s posádkou U-27 čtyři operační plavby, zejména v oblasti východního Středomoří, Egejského moře a pobřeží Řecka. Během své služby potopila několik ozbrojených válečných lodí, především však řadu obchodních a nákladních parníků a plachetnic, především pod řeckou, britskou či francouzskou vlajkou jakožto součást strategie hospodářského oslabování mocností Dohody a jejich spojenců. Holub se zde prokázal jako mimořádně schopný velitel. Na svém kontě má například inovativní postup při odhalování nepřátelských lodí, kdy u pobřeží Kréty vyslal dva muže na břeh ke zřízení signální stanice udávající z vyvýšeného stanoviště polohu okolo plujících lodí.
22. června 1918 vyplula posádka z Kotoru na svou čtvrtou hlídku. Odplula k řeckému souostroví, kde 9. července zastavila U-27 parník, na jehož palubě plul don Andreas Lopez de Vega, španělský velvyslanec v Athénách. Holub loď zastavil, vystoupil na palubu a po předložení diplomatické dokumentace loď propustil (loď byla nedlouho poté bez varování potopena německou U-65). Původně posádka zamýšlela návrat, ale kvůli nedostatku motorového oleje, nezbytně důležitého pro pohon ponorky musela tuto surovinu doplnit postupně na Kypru a v Bejrútu, kde díky posádce německé ponorky U-65 získala dost oleje na návrat do Kotoru. U-27 pak vyplula západně, proplula Otranským průlivem u břehů Itálie a 26. září 1918 dorazila do kotorského přístavu. Její plavba 97 dnů na moři je považována za nejdéle trvající operační plavbu ponorky v historii první světové války.

### Po vzniku Československa

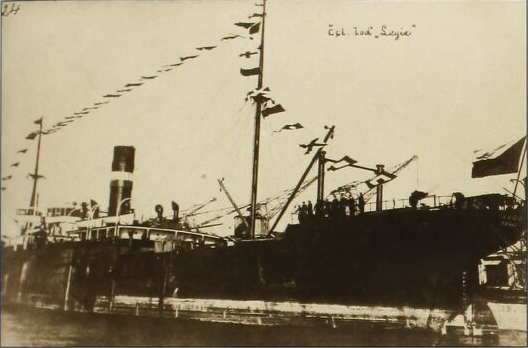
Loď Legie

Během vyhlášení samostatného Československa 28. října 1918 pobýval Holub na dovolené v Čechách. Již 1. listopadu se přihlásil do Československé armády, kde získal funkci referenta 34. (lodního) oddělení Ministerstva národní obrany a roku 1919 hodnost korvetního kapitána. Několikrát přitom čelil ústrkům pro svou službu Rakousku-Uhersku po celou dobu války. Stal se rovněž úředníkem a funkcionářem nově založené Legiobanky.
Začátkem roku 1920 byl vyslán do Vladivostoku, aby zde ve spolupráci s Václavem Girsou, V. Houskou a Vladimírem Hurbanem připravil půdu pro evakuační plán jednotek do vlasti námořní cestou. Vojska československých legií byla po uzavření separátního míru Ruska s mocnostmi Spolku pro návrat do vlasti nucena podstoupit tzv. Sibiřskou anabázi a vrátit se do posléze vzniknuvšího Československa přes Vladivostok a následně mořskou cestou kolem Asie do Evropy. Holub zajistil transport nákladu surovin pro vojáky vypravený z Terstu na palubách japonských lodí Šunko Maru a Liverpool Maru. Do Japonska rovněž osobně odjel, aby zde v Kóbe pro potřebu přesunu legionářů zprostředkoval koupi zámořské lodi Taikai Maru, nedávno vyrobené v loděnicích Učida v Jokohamě, za částku 45 219 763 francouzských franků z prostředků Legiobanky. Její název byl změněn na Legie, jejího velení se ujal Holub osobně. Jednalo se vůbec o první námořní loď pod československou vlajkou. Legie vyplula z Kobé, ve Vladivostoku nalodila jeden z posledních transportů, přibližně tisíc legionářů, a po zásobovacích zastávkách v přístavech Karatsu, Singapuru a Colombu, a proplutí Suezským průplavem dorazila koncem října 1920 do Terstu.
Holub následně odešel na neplacenou roční dovolenou, poté z důvodu svého malého uplatnění jako námořního důstojníka z armády odešel a se stal majorem v záloze. Nějakou dobu působil jako přednosta lodního oddělení. Stal se rovněž úředníkem Legiobanky, kde posléze zastával funkci ředitele.

### Úmrtí
Josef Holub zemřel v Praze v říjnu roku 1964 ve věku 79 let. Pohřben byl v rodinné hrobce na hřbitově v Týnci nad Labem.